# Crouzet-Migette
Crouzet-Migette è un comune francese di 144 abitanti situato nel dipartimento del Doubs nella regione della Borgogna-Franca Contea.

## Società

### Evoluzione demografica
Abitanti censiti